# Ануфриев, Сергей Александрович
Серге́й Алекса́ндрович Ану́фриев (укр. Сергій Олександрович Ануфрієв; 8 сентября 1964, Одесса) — украинский и российский художник и мыслитель, известен как один из основателей группы «Инспекция „Медицинская герменевтика“» и соавтор книги «Мифогенная любовь каст». Представитель московского концептуализма.

## Биография
Родился в семье потомственных художников. Отец, Александр Ануфриев, в шестидесятые годы был одним из основателей одесской школы неофициального искусства, развивавшей в традициях местного колорита эстетику модернизма. В 1980 году он эмигрировал в США. Мать, Маргарита Ануфриева-Жаркова, также была яркой представительницей этого направления, в восьмидесятые годы возглавляла Одесский музей современного искусства, в девяностые годы — Одесский центр современного искусства. Именно она познакомила сына с кругом московских концептуалистов, в 1979 году показав ему первый номер журнала «А — Я», а в начале восьмидесятых годов непосредственно введя в художественную среду. Так, он был тепло принят НОМой и стал своего рода «сыном полка». Получил хорошее образование (в частности, в области философии, языков и истории), чему поспособствовал отчим.
В 1982-1983 гг. Ануфриев начинает карьеру художника, выставляясь в рамках проекта APTART в Москве на квартире у Никиты Алексеева и в Одессе, в домашней галерее своей матери Маргариты.
На протяжении 1983-1986 гг. Сергею приходится скрываться по психическим лечебницам от призыва на войну в Афганистан и в этот период он почти не выставляется. Все меняется с началом в СССР «перестройки».
В1985 году Сергей переехал в Москву. Там он вместе со Свеном Гундлахом создал «Клуб авангардистов» (КЛАВА) и стал его первым председателем. Также принимал участие в деятельности «Поп-механики» Сергея Курёхина и «Среднерусской возвышенности» Андрея Монастырского. Совместно с Юрием Лейдерманом и Павлом Пепперштейном создал в 1987 году «Инспекцию „Медицинская герменевтика“». Начиная со 1989 года группа начинает выставляться на Западе. В начале 1990-х Сергей работает в киевском сквоте «Парижская коммуна» (укр. Паризька коммуна), принимает участие в группах «Облачная комиссия» и «Общество Тарту».
В 1994 году Сергей отправляется в Европу, где совместно с Павлом Пепперштейном преподает во франкфуртской Штадельшуле и пишет книгу «Искусственные идеологии». Ануфриев также преподает в Художественной академии в Гамбурге и Художественной академии Умео в Швеции. В это время группа «Инспекция „Медицинская герменевтика“» на два года получает мастерскую в Кёльне.
В 1998—2000 годах Сергей возвращается в Одессу. Здесь он участвует в деятельности ассоциации «Новое искусство», контр-культурного журнала «ПЛИ» и создании литературной школы «Одекаданс».
В 1999 году был впервые издан написанный совместно с Павлом Пепперштейном роман «Мифогенная любовь каст».
Через год Сергей поехал в Киев, где работал арт-директором галереи Марата Гельмана. Вернувшись в 2002 году в Москву, работал на той же должности в галерее Гельмана в Москве. Тогда же он провёл серию акций и видеофестиваль.
Уже в 2003 году художник переехал в Санкт-Петербург. Совместно с Гермесом Зайготтом и Сергеем Африкой (Бугаевым) создал «Оркестр неизвестных инструментов» — «ОНИ». Затем снова вернулся в Москву, где познакомился с Екатериной Чалой. 
Художник начал работу по созданию творческого центра «Газгольдер», «Газ-галереи», журнала «Кружок», фильма «РВЫ» (по пьесе Олега Груза).
В 2009—2010 годах семья переезжает в родной город Сергея, Одессу. Там художник продолжает активную творческую деятельность. На заре 2010-х годов Ануфриев формулирует основные принципы «паттернизма» и пишет ряд теоретических статей об украинском современном искусстве в журнале Art Ukraine.

## Личная жизнь
В 1985 году женился на архитекторе и реставраторе Марии Михайловне Чуйковой. Брак длился 14 лет.
В 2003 году женился на арт-кураторе Екатерине Владимировне Чалой.
Дети
В браке с Екатериной у Сергея родились сын Тимофей Ануфриев (2004 г.) и дочка Анфиса Ануфриева (2006 г.).
Мария Трехсвятская является матерью сына Сергея, Анафима Ануфриева (2005 г.)

## Выставки
- 1982 — рабочая экспозиция в галерее APTART (групповая) (1-я выставка; журнал «А-Я», N. 4). СССР, Москва.
- 1983 — персональная выставка APTART на квартире Никиты Алексеева (на украинском языке). СССР, Москва.
- 1983 — акция группы «Коллективные действия». Остановка. СССР, Москва.
- 1983 — акция группы «Коллективные действия». Звуковые перспективы поездки за город. СССР, Москва.
- 1983 — выставка APTART в натуре. СССР, Московская обл.
- 1983 — акция группы «Коллективные действия». Разделение. СССР, Московская обл.
- 1983 — выставка APTART за забором. СССР, Московская обл., дача братьев Мироненко.
- 1983 — выставка «Придешь вчера — будешь первым». США, Нью-Йорк.
- 1984 — выставка Одесса — Москва (Одесский вариант). СССР, Москва.
- 1986 — акция «Коллективные действия». Ботинки. СССР, Киевогорское поле, Московская обл.
- 1986 — выставка Искусство против коммерции, или Битца за искусство. СССР, Москва.
- 1986 —«Творческая атмосфера и художественный процесс».  1-я выставка «Клуба авангардистов». СССР, Москва.
- 1987 — серия выставок. Галерея на Автозаводской. СССР, Москва.
- 1987 — акция группы «Коллективные действия». Произведение изобразительного искусства — картина. СССР, Киевогорское поле, Московская обл.
- 1987 — Выставка в аду, или Выставка для жителей нижнего и верхнего мира. СССР, Москва.
- 1987 — Выставка кубизма. «Клуб Авангардистов». СССР, Москва.
- 1988 — выставка ИсKUNSTво. Москва — Берлин/ Berlin — Moskau (первая серия). ФРГ, Западный Берлин.
- 1989 — выставка «Дорогое искусство». СССР, Москва.
- 1989 — выставка ИсKUNSTво. Москва — Берлин/ Berlin — Moskau (вторая серия). СССР, Москва.
- 1989 — выставка «Neue sowjetische Kunst II». ФРГ, Кёльн.
- 1989 — выставка «The Green Show». США, Нью-Йорк.
- 1990 — выставка «Каталог». СССР, Москва.
- 1990 — выставка «Mosca Moscow Москва 90». Италия, Милан.
- 1990 — выставка  «Artisti Russi Contemporanei». Музей Луиджи Печчи. Италия, Прато.
- 1990 — выставка «In the USSR and Beyond. Seventy Seven Russian Artists. 1970–1990». Музей Стедлик. Нидерланды, Амстердам.
- 1990 — выставка в музее Людвига. Германия, Кёльн.
- 1990 — выставка в галерее Карини. Италия, Флоренция.
- 1990 — выставка в Крингс—Ернст галерее. Германия, Кёльн.
- 1990 — выставка «Туда-сюда». СССР, Москва.
- 1990 — выставка «Шизокитай: Галлюцинация у власти». СССР, Москва.
- 1990 — выставка «За культурный отдых». СССР, Москва.
- 1991 — выставка «По плану» (С. Ануфриев и А. Гнилицкий). Россия, Москва
- 1991 — выставка «Геополитика». Россия, Санкт-Петербург.
- 1991 — выставка «40 московских художников во Франкфурте‑на‑Майне». Музей МАНИ. ФРГ, Франкфурт-на-Майне.
- 1991 — выставка «Ниже нуля». Галерея Grita Insam. Австрия, Вена.
- 1991 — выставка «Das Sakrale in der UdSSR» (Боковое пространство сакрального в СССР). Швейцария, Цюрих.
- 1991 — выставка «!9-91». Галерея Вальхетурм. Швейцария, Цюрих.
- 1991 — выставка «Militarleben von Kleinen Bildern». ФРГ, Кёльн.
- 1991 — выставка «Приватные занятия». Россия, Москва.
- 1991 — выставка «Мамка — Космос». Россия, Москва.
- 1992 — выставка «Искусство из первых рук, или апология застенчивости». Россия, Москва.
- 1992 — выставка в музее Остенде. Бельгия, Остенде.
- 1992 — выставка «Швейцария + медицина». Шедхалле, Цюрих.
- 1993 — выставка в центре ISI. Италия, Милан.
- 1993 — выставка «Федорино горе». Россия, Москва.
- 1993 — выставка в зале на Автозаводской. С. Ануфриев и А. Гнилицкий (с. М. Ануфриевой). L-галерея. Россия, Москва.
- 1993 — выставка «Пустые иконы». Украина, Одесса.
- 1993 — выставка «Восточная Европа». Кунстхаус. ФРГ, Гамбург.
- 1993 — выставка «Проблема трофея». Музей почты. Франция, Париж.
- 1994 — выставка «Fluchtpunkt Moskau» (Точка сборки — Москва). ФРГ, Аахен.
- 1993 — выставка «Аква Вита» (совм. с О. Зиангировой, М. Чуйковой). Музей современного искусства, Одесса.
- 1994 — выставка «Mentale Landschaften Russlands» (совм. О. Зиангировой, М. Чуйковой). Galerie Parzival. Берлин, Германия.
- 1994 — выставка «Nervi rennn» (совм. с О. Зиангировой, М. Чуйковой). Sprinkenhof. Гамбург, Германия.
- 1994 — выставка Чили-хауз (с М. Чуйковой и О. Зиангировой). ФРГ, Берлин.
- 1994 — выставка «Flug, Entfernung, Verschwinden» (Полет, Уход, Исчезновение) (часть 1). Чехия, Прага — ФРГ, Кёльн.
- 1994 — выставка в галерее Парцифаль (с М. Чуйковой). Австрия, Вена.
- 1994 — выставка в галерее Спровиери. ФРГ, Альтенбург.
- 1994 — выставка в Московском музее современного исусства. Россия, Москва.
- 1994 — выставка «Европа-94 (мед. кабинет)». Вилла Вальдберта. ФРГ.
- 1995 — выставка «From Gulag to Glasnost: Nonconformist Art from the Soviet Union». Канада, Нью-Брансуик.
- 1995 — выставка «Kunst im Verborgenen. Nonkonformisten. Russland 1957–1995». ФРГ, Людвигсхафен — Кассель — Альденбург.
- 1995 — выставка «Flug, Entfernung, Verschwinden.» (Полет, Уход, Исчезновение) (часть 2). ФРГ, Мюнхен.
- 1995 — выставка «16 станций Фонтана» (с И. Гусевым и М. Ануфриевой). Центр современного искусства. Украина, Одесса.
- 1995 — выставка «Номер Нулевого Комиссара» (с А. Насоновым).
- 1995 — акция «Ж.Н.Б.». Центр современного искусства. Украина, Одесса.
- 1995 — выставка «Проблема сувенира». Галерея Бланка. Украина, Киев.
- 1996 — выставка «Портрет». Русский музей. Россия, Санкт-Петербург.
- 1996 — выставка «Работы разных лет (1986–1996)» Клуб авангардистов. Россия, Москва.
- 1997 — выставка «Экология пустоты». Россия, Москва
- 1997 — выставка «Русское искусство в 15-ти судьбах. 1956 – 1991». Венгрия, Будапешт.
- 1997 — акция группы «Коллективные действия». «Рассказы участников». Россия, Москва.
- 1997 — выставка «Mystical correct». Galerie Hohenthal und Bergen. ФРГ, Берлин.
- 1997 — выставка «Тупик нашего времени» (совм. с В. Захаровым). Московский музей современного искусства. Россия, Москва.
- 1998 — выставка «Копии Царя Соломона» (куратор). Россия, Москва.
- 1998 — выставка «Praprintium. Seltene Bucher aus dem Moskauer Samizdat». ФРГ, Берлин.
- 1998 — выставка «Великий ничей» (совм. с А. Насоновым, И. Дмитриевым). L-Галерея. Россия, Москва.
- 1998 — выставка «Полюс холода». ГТГ. Россия, Москва.
- 1999 — выставка «Без названия» (совм. с А. Смирнским). ИСИС. Россия, Москва.
- 1999 — выставка «Trochu Viac o Laske/ On Love/ Once More». Венгрия, Будапешт.
- 1999-2000 — выставка «"Звезда М.Г." Психоделическая линия в российском искусстве 1990‑х годов». Россия, Красноярск — Кемерово — Новосибирск.
- 2000 — выставка «Сериалы». Манеж. Россия, Москва.
- 2001 — выставка «14 лет КЛАВы». Россия, Москва.
- 2001 — выставка «Жартома». Украина, Киев.
- 2001 — выставка «Невсерьез». Украина, Киев.
- 2002 — выставка «Шутя». Музей Украины. Украина, Киев.
- 2002 — выставка «Бибиков бульвар». Центр современного искусства. Украина, Одесса.
- 2002 — выставка «За Порогом (Украинское современное искусство)». Россия, Москва.
- 2002 — выставка «Нескончаемое путешествие в Китай». Россия, Санкт-Петербург.
- 2003 — выставка «За порогом. Актуальне мистецтво України/ За порогом. Актуальное искусство Украины». Россия, Екатерининбург.
- 2003 — выставка «Fine Art». Россия, Москва.
- 2004 — выставка на поляне рядом с дачей Елены Куприной (совм. с А. Филипповым). Россия, Московская обл.
- 2004 — открытие «Галереи Одного Зрителя». Россия, Москва.
- 2004 — персональная выставка «Ассистка». Россия, Москва.
- 2004 — выставка «Записки у изголовья». Россия, Москва.
- 2004 — выставка «Вознесение после Воскресения». Россия, Москва.
- 2004 — выставка «Beyond Memory: Soviet Nonconformist Photography and Photo‑Related Works of Art». США, Нью-Йорк
- 2005 — выставка «APTART. 1982—1984. История». Россия, Москва.
- 2005 — выставка «Сообщники. Коллективные и интерактивные произведения в русском искусстве 1960–2000‑х.» Третьяковская галерея. I Московский биеннале современного искусства. Россия, Москва.
- 2005 — выставка «Диалектика надежды». 1‑я Московская биеннале современного искусства. Россия, Москва.
- 2005 — выставка «Утечка информации» (совм. с А. Насоновым). Россия, Москва.
- 2007 — выставка «Верю». Винзавод. Россия, Москва.
- 2007 — выставка «Под сенью Небесного Леса». II Фестиваль мистериального искусства. Сахаровский центр. Россия, Москва.
- 2007 — выставка «Горе от ума». Россия, Москва.
- 2007 — выставка «Миру — мир». ГазГалерея. Россия, Москва.
- 2008 — выставка «Южнорусская концептуальная школа». Россия, Москва.
- 2008 — выставка «Хороший художник». Россия, Москва.
- 2008 — выставка «Die Totale Aufklärung. Moskauer Konzepkunst 1960–1990». ФРГ, Франкфурт-на-Майне.
- 2008 — выставка «Яблоки падают одновременно в разных садах». Россия, Москва
- 2009 — выставка «Русский леттризм. Работа художника со словом от концептуализма до актуального искусства». Россия, Москва.
- 2009 — выставка «Приключения пляшущих человечков». Galerie OREL ART. Франция, Париж.
- 2009 — выставка «Пространственная литургия № 3». Россия, Москва.
- 2009 — выставка «П‑остановка». Россия, Пермь.
- 2010 — выставка «Красная нить». Галерея М&Ю Гельман на Винзаводе. Россия, Москва.
- 2010 — выставка «Поле действий». Фонд Екатерины. Россия, Москва.
- 2010 — День печати. Россия, Москва
- 2011 — выставка «Пасьянс» (совместно с Катей Чалой). Iragui Gallery. Россия, Москва.
- 2011 — выставка «Пустота». RuArts. Россия, Москва.
- 2011 — выставка «Заложники пустоты (эстетика пустого пространства и „пустотный канон“ в русском искусстве 1920—2000-х годов)». Третьяковская галерея. Россия, Москва.
- 2011 — выставка «Арт Москва». Iragui Gallery. Россия, Москва.
- 2011 — персональная выставка «Паттернизм». RuArts. Россия, Москва.
- 2011 — выставка «Passion Bild. Russische Kunst seit 1970». Швейцария, Берн.
- 2012 — выставка «Средняя нога». Украина, Одесса.
- 2012 — выставка «Спасти президента». Украина, Киев.
- 2012 — выставка на галереи «Дача». Россия, Москва.
- 2012 — выставка «Сатурналии». Россия, Москва.
- 2013 — выставка «Трудности перевода». Франция, Ла Сель-Сен-Клу.
- 2013 — выставка «"Альбомы нынче стали редки…" Эволюция альбомного жанра с конца XVIII до начала XXI века». Россия, Москва.
- 2013 — выставка «Встреча Небесного Императора». Россия, Москва.
- 2013 — выставка «Паттернизм». RuArts. Россия, Москва.
- 2013 — выставка «Реконструкция. Часть I». Россия, Москва.
- 2013 — мероприятие «АРТ МОСКВА 2013. Международная художественная ярмарка». Россия, Москва.
- 2013 — Фестиваль визуальных искусств «Смешанный лес. № 2». Россия, Саратов.
- 2013 — выставка «Украшение красивого. Элитарность и китч в современном искусстве». Россия, Москва.
- 2014 — выставка «Реконструкция. Часть II». Россия, Москва.
- 2014 — выставка. «Фортошная». Галерея «Это не Здесь». Россия, Москва.
- 2016 — фестиваль «Сosmoscow». Россия, Москва.
- 2016 — выставка «Силуэты». Iragui Gallery. Россия, Москва.
- 2016 — выставка «Ситуация искусства в музее PERMM». Россия, Пермь.
- 2016 — выставка «Dodge Collection Moscow Conceptualism». Zimmerli Art Museum. США, Нью-Джерси.
- 2016—2017 — выставка «KOLLETSIA!». Центр Помпиду. Франция, Париж.
- 2017 — Московское Биеннале Современного искусства. Галерея «Это не здесь». Россия, Москва.
- 2018 — выставка группы «МИР» С. Ануфриева и И. Гусева. Фестиваль «СЛОВОНОВО». Черногория, Будва.
- 2018 — выставка группы «МИР» С. Ануфриева и И. Гусева. Галерея SPAZIO 22. Италия, Милан.
- 2019 — выставка «Art Fiction». Одесский музей современного искусства. Украина, Одесса.
- 2019 — выставка группы «МИР». С. Ануфриева и И. Гусева. Галерея Карась. Украина, Киев.
- 2019 — новая экспозиция Одесского музея современного искусства (одесские художники начиная с 50-х годов). Украина, Одесса.
- 2020 — выставка «Воспоминание об APTART». Россия, Москва.
- 2021 — выставка «Уют и разум». Россия, Москва.
- 2021 — выставка «Мир как праздник». ЦТИ Фабрика. Россия, Москва.
- 2021 — выставка «Современная графика из собрания Центра Помпиду. Дар Флоранс и Даниэля Герлен». Пушкинский музей. Россия, Москва.
- 2022 — выставка «Сліди у Майбутнє» (рус. Следы в Будущее). Музей западного и восточного искусства. Украина, Одесса.

#### В составе «Инспекции „Медицинская герменевтика“»
- 1988 — семинар «Новые языки в искусстве». МГУ. СССР, Москва.
- 1988 — персональная выставка Инспекции «Медицинская герменевтика». СССР, Москва.
- 1988 — выставка «Каталог». СССР, Москва.
- 1989 — выставка «Перспективы концептуализма». СССР, Москва.
- 1989 — первая выставка на Западе (совместно с Виктором Пивоваровым). Галерея Молодых. Чехословакия, Прага.
- 1990 — выставка «Три инспектора». Чехословакия, Прага.
- 1990 — выставка «Dumont». Кунстхалле. ФРГ, Дюссельдорф.
- 1990 — выставка «Between Spring And Summer» (Между весной и летом). США, Нью-Йорк.
- 1991 — выставка «Экспозиция». Россия, Москва.
- 1991 — выставка «Расщепление памяти/Die Spaltung des Gedächtnisses». ФРГ, Дюсселдорф.
- 1991 — выставка «В комнатах / V izbách». Чехословакия, Братислава.
- 1992 — Бинационале. ФРГ, Дюссельдорф — Россия, Москва.
- 1992 — групповая выставка «НОМа, или Московский концептуальный круг». Кунстхалле. ФРГ, Гамбург.
- 1993 — выставка «Пустые иконы». Россия, Москва.
- 1993 — выставка Adresse provisiore pour l’art contemporian russe/Временный адрес для современного русского искусства. Франция, Париж.
- 1993 — выставка Exchange 2. Швейцария, Цюрих.
- 1993 — фестиваль «Новые территории искусства». Россия, Красноярск.
- 1993 — ярмарка «Internationale Messe Osteuropäischer Kunst» ФРГ, Гамбург.
- 1993 — выставка «Die goldenen Ikonen und eine schwarze Linie» (Золотые иконы и чёрная линия). Кунстферайн. ФРГ, Гамбург.
- 1994 — выставка «Художник вместо произведения». Россия, Москва.
- 1994 — выставка «Parauev». Галерея Grita insam. Австрия, Вена.
- 1996 — выставка «В гостях у сказки». Россия, Москва.
- 1997 — выставка «История в лицах. 1956—1996». Россия, Екатерининбург — Нижний Новгород — Самара — Пермь — Новосибирск.
- 1997 — выставка «Я шагаю по Москве». Россия, Москва.
- 1997 — III Цетинская биеннале. Черногория, Цетине.
- 1997 — выставка «Новые иконы». Черногория, Цетине.
- 1998 — выставка «Евроремонт». Россия, Москва.
- 1999 — выставка «Российское искусство 1980–1990‑х годов». Россия, Москва.
- 1999 – 2000 — выставка «Neues Moskau». Германия, Берлин.
- 1999 – 2000 — выставка «Безумный двойник». Россия, Москва — Нижний Новгород — Самара — Екатерининбург.
- 2000 — выставка «Le pôle du froid. Inspection Herméneutique médicale et l'art russe des années 90». Франция, Париж.
- 2001 — выставка «Инспекция «Медицинская герменевтика» и её круг». Россия, Москва.

## Публикации
- Ануфриев С. А., Пепперштейн П. В. Мифогенная любовь каст. Том 1. — М.: Ad Marginem, 1999. — 480 c. — ISBN 5-93321-033-1.
- Инспекция «Медицинская герменевтика» Пустотный канон. В двух томах. — М: Библиотека Московского Концептуализма Германа Титова, 2014. — 344 c. — ISBN 978-5-91967-135-0